# Maren Lundby
Maren Lundby, född 7 september 1994 i Gjøvik, är en norsk före detta backhoppare som tävlade för Kolbukamratene IL. Den 18 december 2023 meddelade hon att karriären är avslutad.

## Karriär
Maren Lundby debuterade i Kontinentalcupen 12 augusti 2007 med en 56:e plats i Bischofsgruen.  Som 14-åring blev Lundby uttagen till Världsmästerskapen i nordisk skidsport 2009 där backhoppning för damer fanns på programmet för första gången. Lundby blev historisk när hon med startnummer 1 gjorde det första hoppet någonsin som kvinna i VM. 
Lundby blev olympisk mästare i normalbacken under vinter-OS 2018 i Pyeongchang.
År 2018 fick Lundby Fearnleys olympiske ærespris.

### Fotnoter
1. ↑  ”Lundby Maren - Biographie”. data.fis-ski.com. FIS. http://data.fis-ski.com/dynamic/athlete-biography.html?sector=JP&competitorid=139177&type=result. Läst 23 februari 2015.
2. ↑  ”World Ski Championships - Ladies' HS100”. data.fis-ski.com. FIS. http://data.fis-ski.com/dynamic/results.html?sector=JP&competitorid=139177&raceid=2649. Läst 23 februari 2015.
3. ↑  ”Olympisk pris til Maren Lundby” (på norska). Skisport. 10 november 2018. https://skisport.no/nyheter/hopp/olympisk-pris-til-maren-lundby/. Läst 19 oktober 2022.